# جائزة جنوب إفريقيا الكبرى 1978
جائزة جنوب أفريقيا الكبرى 1978 هو سباق فورمولا 1 أقيم بتاريخ 4 مارس 1978 في خاوتينغ، جنوب أفريقيا. كان الثالث من أصل 16 في بطولة العالم لسباقات الفورمولا واحد موسم 1978.

## الترتيب النهائي
| الترتيب | السائق          | النقاط |
| ------- | --------------- | ------ |
| 1       | ماريو أندريتي   | 12     |
| 2       | روني بيترسون    | 11     |
| 3       | نيكي لاودا      | 10     |
| 4       | باتريك ديبايلير | 10     |
| 5       | كارلوس ريوتيمان | 9      |
| المصدر: |                 |        |